# Mozes Meijer Cohen
Mozes Meijer Cohen (Assen, 14 september 1877 – Sobibor, 7 mei 1943) was een Nederlands ambtenaar en politicus.
Cohen was de zoon van spoorwegbeambte Hartog Cohen en Betje van Zuiden. Hij voltooide de hogereburgerschool en was vanaf 1909 ambtenaar van 's Rijksbelastingen, vanaf 1924 met de rang van hoofdcommies. Omstreeks 1925 was hij lid van het hoofdbestuur van de Bond van Ambtenaren bij 's Rijksbelastingen in Nederland en vanaf 1925 bestuurslid van het Centraal Comité van Neutraal Overheidspersoneel (waarvan van 1926-1936 als voorzitter). Hij was omstreeks 1928 namens het Algemeen Nederlandsch Vakverbond lid van de Hoge Raad van Arbeid (later ook nog een tijd plaatsvervangend lid namens de Nederlandsche Vakcentrale) en vanaf 1929 lid van de Rijkskleedingscommissie. Ook zette hij zich in als redacteur bij het weekblad De Belastingambtenaar en het maandblad De Nederlandsche Vakcentrale.
Cohen trouwde in 1909 te Meerssen met Adèle Hertog, met wie hij twee dochters en een zoon kreeg.
In 1934 werd hij tussentijds gemeenteraadslid voor de Vrijzinnig-Democratische Bond te Amsterdam, als vervanger van G. Bolkestein, die bedankte voor de functie. Hij was in de periode 1936-1938 de enige vertegenwoordiger van de VDB in de Amsterdamse gemeenteraad en bedankte in maart 1938 omdat de combinatie met het Tweede Kamerlidmaatschap te zwaar was. In 1936 werd hij gekozen als lid in de Tweede Kamer der Staten-Generaal, waar ambtenarenzaken, financiën en PTT-zaken zijn belangstelling hadden. Kort voor de Duitse inval in 1940 verliet hij de Kamer vanwege langdurige ziekte. Er was sprake van dat hij zich tijdelijk als Kamerlid zou laten vervangen en later zou terugkeren.
In 1943 werd Cohen samen met zijn vrouw in het vernietigingskamp Sobibór vermoord.